# سياب بلوندل
سياب بلوندل (20 أبريل 1986 في بلجيكا - ) هو لاعب كرة قدم بلجيكي في مركز الوسط. شارك مع منتخب بلجيكا تحت 17 سنة لكرة القدم ومنتخب بلجيكا تحت 19 سنة لكرة القدم ومنتخب بلجيكا تحت 21 سنة لكرة القدم. أما مع النوادي، فقد لعب مع روت فايس آهلن وفاسلاند بيفيرين وفي في في فينلو وفيتيسه آرنهم ونادي مونز ونادي يوبين وفيربرودرينغ دندر إندرخت هكلغام ‏.

## وصلات خارجية
- سياب بلوندل على موقع قاعدة بيانات كرة القدم.إي يو (الإنجليزية)
- سياب بلوندل على موقع Soccerway.com (الإنجليزية)